# Slag bij Thermopylae (480 v.Chr.)

Kaart van de legerbewegingen

De Slag bij Thermopylae was een veldslag in 480 v.Chr. tussen een alliantie van Griekse stadstaten en de Achaemenidische Perzen onder leiding van sjah Xerxes de Grote.  Het treffen vond plaats nabij een bergpas in Griekenland die toen Thermopylae heette.

## Griekse claims
Na de nederlaag van Darius I in de Slag bij Marathon, kostte het zijn zoon en opvolger Xerxes I een aantal jaren om zijn leger weer op sterkte te brengen, zodat hij de oorlog met de Grieken kon voortzetten. In 480 v.Chr. trok Xerxes met zijn leger via een uit schepen gemaakte brug de Hellespont over.
De Griekse stadstaten verzamelden zich onder leiding van Sparta, waarvan de soldaten beschouwd werden als de best getrainde soldaten ter wereld. Om politieke en religieuze redenen kon het Griekse leger niet op volle sterkte aantreden. Omdat hij de uitkomst van de veldslag al voorzag, koos koning Leonidas van Sparta zelf 300 hoplieten, waarbij de enige voorwaarde was dat deze mannen zonen moesten hebben, oud genoeg om de familieverantwoordelijkheden van hun vaders over te nemen. In totaal bestond het Griekse leger uit ongeveer 4000 man. Onder de  300 waren ook nog eens soldaten vanuit de buurt geronseld. Volgens Herodotus had Xerxes meer dan 1 miljoen man, en dronken ze hele rivieren leeg.
Leonidas koos een nauwe pas in de bergen, bij Thermopylae, als de plaats waar de Grieken de Perzen op zouden wachten. In die tijd was de pas zo nauw dat slechts twee strijdwagens met moeite naast elkaar konden rijden. Aan de ene kant was een steile berghelling, aan de andere kant verliep een steile klif.

## De slag
Xerxes, die niet kon geloven dat slechts zo weinig soldaten tegenover zijn leger stonden, gaf de Grieken vier dagen de tijd om terug te trekken. Toen zijn leger rusteloos begon te worden, riep hij de Grieken toe om de wapens neer te leggen. Leonidas antwoordde echter met "Molon labe" ("kom ze maar halen"). Daarop gaf Xerxes het bevel aan de Perzen om aan te vallen. De Spartanen en de Grieken hadden zich georganiseerd in een falanx, een opstelling van hoplieten met een dichte rij schilden en gevelde lansen van verscheidene rijen diep. Een falanx is geen goed wendbare opstelling, maar dankzij de situering in een bergpas konden de Grieken niet omsingeld worden. De falanx was voor de lichter bepantserde Perzische infanteristen vrijwel ondoordringbaar. Een reden hiervoor is dat de Perzische legers vooral gemaakt waren om op te treden op een vlakte zoals een woestijn. In zo'n situatie is wendbaarheid beter omdat je dan bijvoorbeeld cavalerie en lichte infanterie goed kan gebruiken om snel korte aanvallen te laten doen op de flanken van de tegenstander. De Perzische numerieke overmacht werd door de smalle pas tenietgedaan. Zelfs de elite-infanteristen van de Perzen, Onsterfelijken, konden niet door de linies van de Grieken breken. Dit komt ook doordat Xerxes besloot om in groepen aan te vallen en niet in een keer.
De goed getrainde en zwaar bewapende Spartanen richtten samen met de andere Griekse stadstaten een bloedbad aan onder de Perzen, die er maar niet in slaagden de rangen van de Grieken te doorbreken. Deze eerste fase duurde twee dagen. Op dat moment liep de Griek Ephialtes over naar de Perzen. Hij vertelde hen over een andere bergpas, die slechts bewaakt werd door 1000 man uit Fokis. De Perzen stuurden de 10.000 Onsterfelijken onder leiding van Hydarnes door de bergpas. Eenmaal daar aangekomen kwamen ze weinig weerstand tegen omdat iets voor de opgestelde Griekse linie een route naar de stad Fokis was. De soldaten van Fokis waren bang dat de Perzen de stad zouden vernietigen en dus besloten ze hun stad te verdedigen in plaats van hun linie houden.
Toen Leonidas te horen kreeg dat de Perzen via de bergpas kwamen besloot hij de andere Griekse soldaten weg te sturen. Dit deed hij om er voor te zorgen dat wanneer hij zou verliezen er nog steeds een leger was om tegen de Perzen te vechten. Hij en zijn 300 Spartanen zouden de pas blijven verdedigen zodat de Grieken konden vluchten. Men denkt dat Leonidas besloot om te blijven doordat het orakel van Delphi had gezegd dat hij daar dood zou gaan of Sparta zou vernietigd worden en door de bekende uitspraak: "Kom terug met dit schild of erop". Dit wil dus zeggen of je wint of je gaat dood. Het is belangrijk om niet te vergeten dat rond de 700 Thespiërs vrijwillig bleven om samen met de Spartanen te blijven vechten. Leonidas dwong de 400 Thebanen ook nog om te blijven, dit was omdat Leonidas ze min of meer als gijzelaars behandelde, omdat ze zich bij de Perzen wilden aansluiten.
De Spartanen en de Thespiërs vochten fel en wisten nog twee zonen van Xerxes te doden tot de overmacht te veel werd. Toen Leonidas stierf ontstond er een gevecht voor het lijk waar de overgebleven Spartanen nog harder voor vochten totdat ook zij stierven. Toen allen zagen dat de Perzen hen overrompelden, probeerden de Thebanen zich over te geven bij de Perzen, zij werden echter verwelkomd door een regen van pijlen voordat de Perzen beseften dat ze zich overgaven.
Naast het gevecht op land was er ook een gevecht op zee tussen de Griekse vloot geleid door de Atheners en de Perzische vloot. Dit was de Slag bij Artemisium. Het eerste plan van Xerxes was namelijk om een leger achter de Griekse linies te brengen met behulp van zijn vloot. Onder leiding van de Griekse staatsman Themistocles wist de Griekse vloot ze te stoppen.
Volgens Herodotus was van alle Spartanen Dianekas het dapperst, samen met de broers Alfeos en Maron. Bij de Thespiërs was de dapperste soldaat een zekere Dithyrambos.
Alle Spartanen werden gedood, behalve drie: Aristodemos. Hij en twee andere Spartanen, Eurythos en Pantites. Eurythos en Aristodemos, die blind waren geworden tijdens deze slag, werden weggezonden. Toen ze hoorden dat Leonidas iedereen behalve de Spartanen, Thespiërs en Thebanen had weggestuurd, wilde Eurythos terugkeren naar de slag. Dit deed hij dan ook. Aristodemos keerde terug naar Sparta maar de inwoners van Sparta vonden hem een lafaard. In de Slag bij Plataeae vocht hij erg dapper om te bewijzen dat hij niet laf was, maar stierf hierbij ook. De andere Spartaan die het overleefde, was dus Pantites, hij was op een missie gestuurd naar Thessalië, en kon niet op tijd terug keren om nog deel te nemen aan de slag. Omdat de Spartanen dit erg oneervol vonden, verhing hij zich.

## Het vervolg
Toen het lijk van Leonidas door de Perzen gevonden werd, liet Xerxes, woedend over de zware verliezen die hij geleden had, dit lijk onthoofden en kruisigen. Dit was heel ongebruikelijk bij de Perzen; meestal behandelden ze vijanden die dapper hadden gevochten, respectvol, zoals Pytheas, zoon van Ischenous, toen die bij Skyros gevangengenomen werd. Xerxes stond bekend om zijn woedeaanvallen, zoals bij het oversteken van de Hellespont, waar hij het water geselde omdat dit hem niet wilde gehoorzamen.
De militaire betekenis van Thermopylae was beperkt; in de westerse geschiedschrijving heeft Thermopylae wel de status gekregen van een schoolvoorbeeld van een heldhaftige nederlaag. Het was geen keerpunt in de oorlog. Het kon niet voorkomen dat Athene vervolgens geplunderd werd door de Perzen, maar het gaf de bevolking wel de tijd om te vluchten naar het naburige eiland Salamis, waar korte tijd later de beslissende zeeslag bij Salamis zou plaatsvinden.
Na de oorlog, toen de Perzen verslagen en verdreven waren, verzamelden de Grieken hun doden en begroeven die op de heuvel. Er werd een stenen leeuw opgericht ter herdenking van Leonidas en de Spartanen. Ook is er in 1997 een tweede monument onthuld ter herdenking van de 700 Thespiërs die samen met de Spartanen vochten. Het is een lichaam zonder hoofd dat Eros moet voorstellen, een belangrijke god voor de Thespiërs. De reden dat het beeld geen hoofd heeft is om de onbekendheid van de Thespiërs weer te geven. Ook heeft het beeld een gebroken vleugel, die staat voor de vrijwillige opoffering. Het beeld staat naast dat van de Spartanen. Veertig jaar na de slag werd Leonidas' lichaam van Thermopylae naar Sparta overgebracht, waar het met militaire eer herbegraven werd. Elk jaar werden tot zijn eer begrafenisspelen georganiseerd.

## Film
In 1962 werd de verfilming The 300 Spartans gemaakt, met Ralph Richardson, Richard Egan en David Farrar in hoofdrollen, waarbij Xerxes decadent werd voorgesteld.
In 2006 werd de slag nogmaals verfilmd onder de titel 300 door Zack Snyder. De film is gebaseerd op een graphic novel van Frank Miller. Door de critici werd deze film wel als 'geweldsporno' omschreven en opgevat als een toespeling op de hedendaagse 'botsing der beschavingen', in het bijzonder die tussen het Westen en de islamitische wereld. In Iran werd er geïrriteerd op gereageerd.